# Cassephyra discolorata
Cassephyra discolorata là một loài bướm đêm trong họ Geometridae.